# Công ty Phát thanh và Truyền hình Quốc gia Uzbekistan
Công ty Phát thanh và Truyền hình Quốc gia Uzbekistan (tiếng Uzbek: Oʻzbekiston Milliy teleradiokompaniyasi, viết tắt MTRK) là đài truyền hình quốc gia lớn nhất của Uzbekistan, điều hành bốn mạng truyền hình. Các kênh truyền hình của MTRK phát sóng bằng hai ngôn ngữ là Tiếng Uzbek và Tiếng Nga.

## Tranh cãi

### Tấn công mạng vào trang web của MTRK
Ngày 31 tháng 1 năm 2013, trang web của MTRK đã bị tấn công mạng bởi một kẻ nào đó sử dụng công cụ xử lý CloneSecurity. Cuộc tấn công bị phát động vì lý do chính trị.

## Giải thưởng
- Tri ân Tổng thống Kazakhstan trên lĩnh vực thông tin đại chúng (ngày 25 tháng 6 năm 2018) - đã đưa tin về sự phát triển của quan hệ hợp tác Kazakhstan - Uzbekistan trên các lĩnh vực.[3]